# Loomis Museum
Le Loomis Museum est un musée volcanologique américain situé dans le comté de Shasta, en Californie. Protégé au sein du parc national volcanique de Lassen, il est abrité dans un bâtiment inscrit au Registre national des lieux historiques depuis le 25 février 1975 et qui est par ailleurs une propriété contributrice au district historique des Manzanita Lake Naturalist's Services depuis le 23 juin 2006. Sur la façade à gauche de l'entrée se trouve une plaque Mather.